# صموئيل تي. بيرد
صموئيل تي. بيرد هو قاضي ومحامي وسياسي أمريكي، ولد في 5 مايو 1861، وتوفي في 22 أبريل 1899. نشط حزبياً في الحزب الديمقراطي. وقد انتخب عضو مجلس ولاية لويزيانا ‏ وانتخب عضو مجلس النواب الأمريكي ‏.